# Talal ben Abdelaziz Al Saoud
Talal ben Abdelaziz Al Saoud (en arabe : طلال بن عبد العزيز آل سعود), né le 15 août 1930 ou 1931 à Taëf (royaume du Nejd et du Hedjaz) et mort le 22 décembre 2018 à Riyad (Arabie saoudite), est un membre de la dynastie saoudienne, fils du roi Abdelaziz ibn Saoud.
Connu pour ses positions libérales, luttant pour une constitution nationale, la pleine primauté du droit et l'égalité devant la loi, il a notamment fondé et dirigé le Mouvement des Princes Libres.

## Biographie
Talal ben Abdelaziz ben Abderrahmane Al Saoud naît le 15 août 1931 à Taëf (royaume du Nejd et du Hedjaz). Il est le vingt-troisième fils du roi Abdelaziz ibn Saoud. 
Il est ministre des Communications sous le règne de son père Ibn Saoud. 
Entre 1955 et 1957, il est ambassadeur d'Arabie saoudite en France et en Espagne, expérience qui lui inspire une conception plus démocratique de la société saoudienne. Avec d’autres princes du royaume, il crée le Mouvement des Princes Libres (aussi appelés « Princes rouges » ou « Princes libéraux »), qui défend des réformes sociétales pour l'Arabie saoudite. 
En décembre 1960, il est nommé ministre des Finances (en) par le roi Saoud, qui tente alors de regagner le pouvoir dont leur frère Fayçal l'avait écarté deux ans plus tôt. Talal crée un Commissariat au Plan et des tribunaux administratifs, défend la nationalisation de larges pans de l’économie et l'idée que le socialisme est le principe fondamental de l’islam. Il s'emploie à la création d’institutions laïques en Arabie saoudite et à la réduction du chômage en créant de l’emploi dans le secteur public. 
Il tente également de promouvoir une constitution qui reconnaitrait un Parlement élu par le peuple. Ses réformes qui lui valent le surnom de « prince rouge » sont cependant rejetées par une majorité de la famille royale et par le roi Saoud, qui qualifie Talal de « crypto-communiste ». Il est démis de ses fonctions, puis contraint en 1962 de s’exiler vers l'Égypte du président Nasser, où il crée officiellement le « mouvement des princes libres », référence au mouvement des officiers libres égyptien.
Talal milite pour l’abolition de l’esclavage et libère les trente-huit esclaves qui étaient à son service, ce qui lui vaut de voir son passeport saoudien révoqué. Il se range aux côtés de l'Égypte dans son soutien au Sud Yémen républicain et dans la guerre civile contre la monarchie yéménite soutenue par l'Arabie saoudite, mais déclare s'être trompé après un appel à l'assassinat de la famille Saoud sur la radio yéménite.
De retour en Arabie saoudite en 1963 après avoir été gracié par Fayçal, revenu au pouvoir et ayant repris à son compte certaines des idées réformatrices de Talal, le rôle de celui-ci au sein des institutions du pays est ensuite marginal.
Nommé en 2006 membre du Conseil d'allégeance créé par le roi Abdallah, il proteste contre les nominations de Nayef puis de Salmane comme princes héritiers, et réitère son vœu d'une monarchie constitutionnelle.
En 2013, il appelle à donner aux femmes du pays davantage de droits dont celui de conduire et à instaurer des élections parlementaires. Il dirige le Programme de développement du Golfe arabe (Arab Gulf Programme for Development, AGFUND), qui promeut l’accès à l’éducation et à la santé dans les pays en développement.
En novembre 2017, il fait la grève de la faim pour protester contre la purge menée par le prince héritier Mohammed ben Salmane et au cours de laquelle trois de ses fils, dont le milliardaire Al-Walid ben Talal, sont emprisonnés.
Il meurt à Riyad le 22 décembre 2018, à l'âge de 87 ans.

## Décorations
Décorations saoudiennes
- Membre Première classe de l'Ordre du roi Abdelaziz

### Décorations étrangères
- Grand-croix de l'Ordre de Sikatuna (Philippine)

- Grand-cordon de l'Ordre de l'Indépendance (Tunisie)